# 添牛内駅

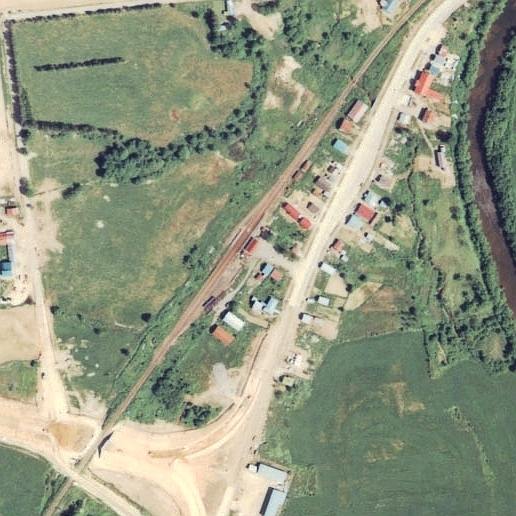
1977年の添牛内駅と周囲約500m範囲。右上が朱鞠内方面。当時は相対式ホーム2面2線、駅舎横と駅裏に引込み線を持っていた。

添牛内駅（そえうしないえき）は、北海道雨竜郡幌加内町字添牛内にかつて設置されていた、北海道旅客鉄道（JR北海道）深名線の駅（廃駅）である。事務管理コードは▲121410。

## 歴史
- 1931年（昭和6年）
  - 9月15日 - 鉄道省雨龍線の幌加内駅 - 当駅間延伸開通に伴い、開業[3]。一般駅。
  - 10月10日 - 路線名を幌加内線に改称、それに伴い同線の駅となる。
- 1932年（昭和7年）10月25日 - 当駅 - 朱鞠内駅間の延伸開通に伴い、中間駅となる。
- 1941年（昭和16年）10月10日 - 路線名を深名線に改称、それに伴い同線の駅となる。
- 1949年（昭和24年）6月1日 - 日本国有鉄道に移管。
- 1982年（昭和57年）3月29日 - 貨物・荷物の取り扱いを廃止し[1][4]、同時に無人化[5][4]（簡易委託化）。
- 1987年（昭和62年）4月1日 - 国鉄分割民営化により、日本国有鉄道からJR北海道に継承[1]。
- 1995年（平成7年）9月4日 - 深名線の全線廃止に伴い、廃駅となる[1][6]。

### 駅名の由来
当駅が所在した地名より。アイヌ語の「ソウシナイ」〔滝・ある・川〕に字をあてたものである。由来は駅西側の霧立峠へ上る道のかたわらで、滝になって落ちている現在のソーウンナイ川に由来すると推測される。

## 駅構造
廃止時点で、1面1線の単式ホームを有する地上駅であった。ホームは線路の東側（名寄方面に向かって右手側）に存在し、分岐器を持たない棒線駅となっていた。かつては2面2線の相対式ホームを有する、列車交換可能な交換駅であった。1983年（昭和58年）時点では、使われなくなった対向ホーム側の1線は交換設備運用廃止後も分岐器が深川方、名寄方の両方向とも維持された形で側線として残っていた（但しホームは撤去されていた）。また、その側線の名寄方から外側の深川方に伸びる行き止まりの短い側線を1線有した。そのほか、本線の深川方から分岐し、駅舎南側への側線を1線有していた。その後、線路は側線を含め1993年（平成5年）までには撤去されたが、ホーム前後の線路は分岐器の名残で湾曲していた。
無人駅となっていたが、有人駅時代の木造駅舎が残っていた。駅舎は構内の東側に位置し、ホーム北側に接していた。
貨物列車が運行されていた時代は、木材、澱粉、雑穀の搬出が主体であった。名残であった広い構内には、夏場はルピナスの花で覆われていたとのことである。

## 利用状況
- 1981年度（昭和56年度）の1日乗降客数は20人[10]。
- 1992年度（平成4年度）の1日乗降客数は2人[8]。

## 駅周辺
- 国道239号（観月国道/霧立国道）
- 国道275号（空知国道/美深国道）
- 雨竜川[11]
- ソーウンナイ川[11]
- 相雲内岳 - 駅の北西。標高608m[11]。
- 士別峠 - 駅の東[11]。
- 霧立峠 - 駅の西[11]。
- ジェイ・アール北海道バス深名線「添牛内郵便局前」停留所

## 駅跡

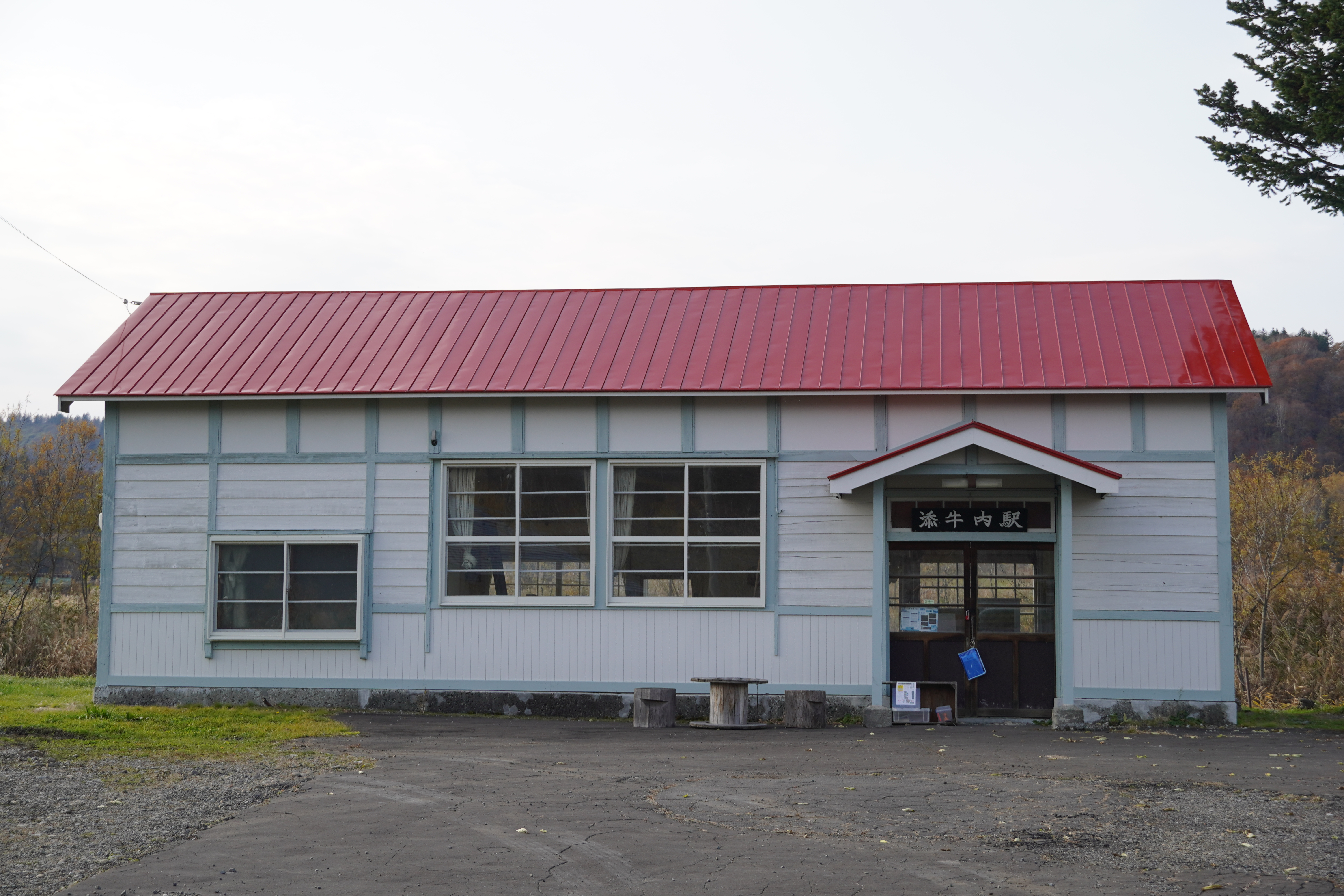
修繕が完了した旧添牛内駅舎。

廃線後、駅舎は地域住民が取得し、倉庫として利用されてきた。冬季には地元有志が雪下ろしを行い、2011年（平成23年）時点では屋根が塗り替えられていた形跡もあった。同年時点でホームは夏季は雑草に覆われ、鉄道標識も残存していた。
2017年（平成29年）までの数年間はほとんど活用されていなかったが、同年7月に駅舎正面の駅名看板が復活した。
2020年（令和2年）から老朽化した駅舎の修繕を行うプロジェクトが進行中であるが、2021年7月時点では実施見込みは未定だった。しかし、2022年（令和4年）に添牛内駅保存会がクラウドファンディングを実施し、同年10月末に修繕が完了した。
旧駅舎の備品は散逸しているが、2023年（令和5年）、切符保管箱が愛別町の資料収蔵庫で見つかった。愛別町内で私設資料館を開いていた人物の所蔵品で、同人物の死後、愛別町に寄贈されていた。駅無人化に際して廃棄を惜しんだ鉄道関係者によって愛別町に持ち込まれ、私設資料館に収蔵されたものとみられる。「有人駅時代の貴重な資料」として添牛内駅保存会が愛別町から引き取ることになり、同年9月28日、寄贈式が行われた。
毎年、駅舎の開放イベント「添牛内駅に遊びにきませんか？」も開催され、地域住民や元住民、鉄道ファンらが集う場となっている。

## 隣の駅
北海道旅客鉄道
深名線
政和駅 - 添牛内駅 - 共栄駅
かつて政和駅と当駅との間に新富駅が存在した（1990年（平成2年）9月1日廃止）。
かつて当駅と共栄駅（当時は仮乗降場）との間に大曲仮乗降場が存在した（1976年（昭和51年）2月1日廃止）。